# Acalolepta itzingeri
Acalolepta itzingeri là một loài bọ cánh cứng trong họ Cerambycidae.